# ريتشارد ماكبرايد
ريتشارد ماكبرايد هو سياسي كندي، ولد في 15 ديسمبر 1870 في نيو ويستمينيستر في كندا، وتوفي في 6 أغسطس 1917 في لندن في المملكة المتحدة. نشط حزبياً في Conservative Party of British Columbia ‏. وقد انتخب Premier of British Columbia ‏ (1 يونيو 1903 – 15 ديسمبر 1915).

## وصلات خارجية
- ريتشارد ماكبرايد على موقع الموسوعة البريطانية (الإنجليزية)